# Oljčno olje
Oljčno olje, tudi olivno olje (stroka svetuje uporabo prvega izraza), je olje, pridobljeno iz oljk (tudi oliv), plodov oljke (Olea europaea). Uporablja se pri kuhi, v kozmetiki in za izdelavo mil. Judje in pravoslavni kristjani ga uporabljajo kot gorivo za tradicionalne oljne svetilke. Zaradi visoke vsebnosti mononenasičenih maščob velja za zdravo in dietno olje.

## Sestava
Glavne sestavine oljčnega olja so mešani trigliceridni estri palmitinske, oleinske in drugih maščobnih kislin. V sledovih vsebuje tudi skvalene (do 0,7 %) in sterole (okoli 0,2 % fitosterola in tokosterolov). Sestava oljčnega olja je odvisna od sorte oljk, zemljepisne lege in nadmorske višine oljčnika, časa pobiranja oljk in postopkov izstiskanja.
| Maščobna kislina     | Vsebnost |
| -------------------- | -------- |
| Oleinska kislina     | 55–83 %  |
| Linolenska kislina   | 3,5–21 % |
| Palmitinska kislina  | 7,5–20 % |
| Stearinska kislina   | 0,5–5 %  |
| α-linolenska kislina | 0–1,5 %  |

### Vsebnost fenolov
Oljčno olje vsebuje fenolne spojine, kot so estri tirosola in hidroksitirosola, vključno z oleokantalom in olevropeinom, ki imajo kisle lastnosti in dajo nepredelanemu ekstra deviškemu oljčnemu olju značilen grenak, oster okus. Med fenolne sestavine oljčnega olja spadajo tudi flavonoidi, lignani in pinorezinol.

## Prehranske lastnosti
| Oljčno olje Hranilna vrednost na 100 g | Oljčno olje Hranilna vrednost na 100 g |
| --- | -------------------------------------- |
| Energija: 880 kcal 3700 kJ |                                        |
| \| Ogljikovi hidrati: \| 0 g \| \| Maščobe: \| 100 g \| \| - nasičene: 14 g \| \| \| - mononenasičene: 73 g \| \| \| - polinenasičene: 11 g \| \| \| - omega-3-maščobe: 0,8 g \| \| \| - omega-6-maščobe: 9,8 g \| \| \| Beljakovine: \| 0 g \| \| Vitamin E: 14 mg \| 93% \| \| Vitamin K: 60 μg \| 57% \| \| Železo: 0.56 mg \| 4% \| |                                        |
| Povezava do podatkov, objavljenih s strani USDA Odstotki so podani glede na ameriška priporočila za odrasle. |                                        |
| Ogljikovi hidrati: | 0 g                                    |
| Maščobe: | 100 g                                  |
| - nasičene: 14 g |                                        |
| - mononenasičene: 73 g |                                        |
| - polinenasičene: 11 g |                                        |
| - omega-3-maščobe: 0,8 g |                                        |
| - omega-6-maščobe: 9,8 g |                                        |
| Beljakovine: | 0 g                                    |
| Vitamin E: 14 mg | 93%                                    |
| Vitamin K: 60 μg | 57%                                    |
| Železo: 0.56 mg | 4%                                     |

Prehranske vrednosti ene jedilne žlice oljčnega olja (13,5 g) so naslednje:
- kalorije: 119
- maščobe: 13,50 g (21 % dnevnih potreb)
- nasičene maščobe: 2 g (9 % dnevnih potreb)
- ogljikovi hidrati: 0
- vlaknine: 0
- beljakovine: 0
- vitamin E: 1.9 mg (10 % dnevnih potreb)
- vitamin K: 8,1 µg (10 % dnevnih potreb)

## Postopek pridelave
Deviško oljčno olje se pridobiva z mehansko predelavo oljk oziroma s hladnim stiskanjem pri temperaturi do 27 °C. Tako pridelano olje lahko ohrani vse biološko aktivne snovi, ki povečajo obstojnost olja in pozitivno vplivajo na organizem. Iz zmlete oljčne drozge se na različne mehanske načine izcedijo oljčni mošt, kot stranski proizvod pa ostanejo oljčne tropine. Iz oljčnega mošta izločijo olje s centrifugiranjem. Olje, ki je pridelano iz kakovostnih plodov, je primerno za kulinarične užitke takoj po predelavi. Med postopkom ni dovoljeno dodajati ničesar razen vode. Oljčno olje slabe kakovosti gre v rafinacijo oziroma kemijsko čiščenje. Z dezodorizacijo z vodno paro odstranijo hlapne snovi, neprijeten vonj, barvo in zdravju škodljive snovi. Pri tem postopku odstranijo tudi zaželene sestavine, kot so antioksidanti, zato mu dodajo sintetične.
Pri stiskanju oljk v procesu pridobivanja deviškega oljčnega olja ostanejo tropine, ki vsebujejo le 6 % olja, ki ga lahko pridobijo s kemijskim postopkom. Tako pridobljeno olje tržijo kot olje iz oljčnih tropin.

## Razvrščanje oljčnega olja
Razvrščanje oljčnega olja je odvisno od načina predelave in kakovosti predelanega olja. Glede na način predelave ločimo:
- deviško oljčno olje 
  - ekstra deviška oljčno olje: oljčno olje višje kategorije, pridobljeno neposredno iz oljk in zgolj z mehanskimi postopki;
  - (navadno) deviško oljčno oljo: oljčno olje, pridobljeno neposredno iz oljk in zgolj z mehanskimi postopki;
  - lampante oljčno olje (ni primerno za prehrano)
- rafinirano oljčno olje: olje, ki vsebuje zgolj rafinirana oljčna olja in olja, pridobljena neposredno iz oljk in;
- olje iz oljčnih tropin: olje, ki vsebuje zgolj olja, pridobljena s predelavo olja iz oljčnih tropin, in olja, pridobljena neposredno iz oljk.

Trženje štirih kategorij olja predpisuje Uredba Sveta (ES) št. 1308/2014 o vzpostavitvi skupne ureditve kmetijskih trgov in Uredba Komisije (EU) št. 29/2012 o tržnih standardih za oljčno olje. Lampante oljčno olje, rafinirano oljčno olje in olje iz oljčnih tropin kot samostojne kategorije oljčnega olja v maloprodaji niso dovoljene.

### Značilnosti oljčnega olja po kategorijah
Vse značilnosti za posamezno kategorijo deviškega olja morajo biti v skladu z navedenimi mejnimi vrednostmi. Oljčno olje za uvrstitev v kategorijo »ekstra deviško oljčno olje« ne sme imeti senzoričnih napak. 
|                            | Mejne vrednosti                       |                                      |                    |                    |                    |                                                                                                 |                        |                       |
| Kemijski parametri         | Kemijski parametri                    | Kemijski parametri                   | Kemijski parametri | Kemijski parametri | Kemijski parametri | Senzorično ocenjevanje                                                                          | Senzorično ocenjevanje |                       |
| Kategorija                 | Kislost v ut.% (kot oleinska kislina) | Peroksidno število v mmol O2/kg olja | K232               | K268 ali K270      | ΔK                 | Etilni estri maščobnih kislin (EEMK) v mg/kg                                                    | Mediana napak Mn       | Mediana sadežnosti Ms |
| Ekstra deviško oljčno olje | £ 0,8                                 | £ 10                                 | £ 2,50             | £ 0,22             | £ 0,01             | EEMK ≤ 40 (za letnik 2013-2014) (1) EEMK ≤ 35 (za letnik 2014-2015) EEMK ≤ 30 (po letniku 2015) | Mn = 0                 | Ms > 0                |
| Deviško oljčno olje        | £ 2,0                                 | £ 10                                 | £ 2,60             | £ 0,25             | £ 0,01             | -                                                                                               | Mn £ 3,5               | Ms > 0                |
| Lampante oljčno olje       | > 2,0                                 | -                                    | -                  | -                  | -                  | -                                                                                               | Mn > 3,5 (2)           | -                     |

Opomba:
(1) Ta mejna vrednost velja za oljčna olja, proizvedena od 1. marca 2014 dalje
(2) Ali če je mediana napak manjša ali enaka 3,5 in je mediana sadežnosti enaka 0.
Kislost je pokazatelj kakovosti plodov pred predelavo oziroma razgradnje olja v plodu. Visoka kislost je lahko posledica poškodovanih, gnilih, fermentiranih in/ali plesnivih plodov.
Peroksidno število je pokazatelj oksidiranosti olja. Visoka vrednost je lahko posledica neprimernega hranjenja olja (svetloba, temperatura) oziroma starosti olja.
S spektrofotometrijsko preiskavo v UV ugotavljamo, ali je olje staro in ali mu je bilo v večji meri primešano neoljčno olje.
Z vsebnostjo etilnih estrov ugotavljamo neprave mešanice ekstra deviških oljčnih olj z olji slabše kakovosti – torej z deviškimi, lampante in razdišavljenimi olji.
S senzoričnim ocenjevanjem ugotavljamo pozitivne in negativne senzorične značilnosti oljčnega olja. Ko ima olje samo pozitivne senzorične značilnosti pomeni, da je pridelano, predelano in hranjeno na optimalen način. Negativne senzorične značilnosti olja (napake) kažejo na slabo kakovost plodov pred predelavo, neprimerno predelavo in slabo skladiščenje.

## Zgodovina slovenskega oljkarstva
Oljka je tipična sredozemska kultura, ki je tradicionalno prisotna v Slovenski Istri. Pridelovanje oljk v Istri sega v same začetke gojenja oljk na severni obali Sredozemlja, kamor so oljko 600 let pr. n. št. prinesli Feničani, k nam pa naj bi prišla v 4. stoletju pr. n. št. z grškimi kolonizatorji. Grški zgodovinar Pavzanij (Pausanias, 115–180) v svojem delu Opis Grčije v odstavku 10.32.19. omenja istrsko oljčno olje: 
[10.32.19] Oljčno olje iz Titoreje ni tako polno, kot sta atiško ali sikijonsko, vendar v barvi in prijetnosti prekaša tako iberijsko kot tudi istrsko olje. Iz titorejskega olja varijo različna mazila, ki jih pošiljajo celo cesarju.
V času Rimljanov je bilo oljkarstvo na območju Slovenske Istre uveljavljena kmetijska panoga. Istrsko oljčno olje je bilo že takrat cenjeno, kakor poroča Plinij starejši (23–79, XV, 3). Številni viri navajajo pomen oljčnega olja v času Beneške republike in nato pod francosko vladavino. Prvi zapisi segajo v leto 1281. Od 16. do konca 18. stoletja bi le težko našli kakšno poročilo koprskega podestata beneškim oblastem, ki ne bi na tak ali drugačen način omenjalo oljčnega olja. Oljčno olje je veljalo za strateško surovino in je beneškim oblastem prinašalo največji davčni prihodek. Proizvodnja oljčnega olja je bila do druge polovice 19. stoletja osrednja gospodarska panoga v Slovenski Istri
Oljkarstvo se je ponovno začelo širiti po letu 1985 in površina oljčnih nasadov se je s 400 ha povečala na današnjih 2000 ha.

## Pridelava v Sloveniji
V Sloveniji je bilo leta 2011 okoli 1.800 hektarjev oljčnikov, kar ne zadošča za samooskrbo slovenskega trga. Po ocenah slovenski oljkarji letno pridelajo do 2.500 ton oljk, iz katerih iztisnejo od 500 do 700 ton oljčnega olja. Večina oljčnikov v Sloveniji je v Slovenski Istri. Glavni problemi gojenja oljk so razdrobljenost in majhna povprečna velikost oljčnikov ter visoki stroški pridelave olja, kar ima za posledico zelo visoko ceno olja. Velik del oljčnega olja na slovenskem tržišču uvozimo. V zadnjem času se površina oljčnikov povečuje, povečuje se tudi povpraševanje po oljčnem olju. Med sortami oljk v Sloveniji prevladujeta istrska belica (66 % od vseh oljčnih dreves) in leccina (25 %).  V zadnjih letih pridobiva na pomenu ekološko oljkarstvo; leta 2012 so na približno 10 % vseh oljčnih nasadov pridelujejo ekološko oljčno olje.
Istra velja za eno najboljših svetovnih oljčnih regij, njegovi pridelovalci pa dosegajo izjemne rezultate in sodijo med najboljše pridelovalce oljčnega olja. Med 500 najboljšimi olji na svetu iz 55 držav jih je kar 17 iz Slovenije.

## Sorte oljk
Posebnost oljčnega olja Slovenske Istre je izbran asortiment, kjer je določena zastopanost sorte Istrska belica. Za olje iz Istrske belice, predelano v optimalni zrelosti, je značilna visoka vsebnost biofenolov. Tako olje dlje (tudi do enega leta) ohrani svežino in je stabilno, zato je tudi z vidika kakovosti zelo cenjeno.
Ekstra deviško oljčno olje Slovenske Istre z zaščiteno označbo porekla je pridelano iz oljk, ki rastejo na območju Slovenske Istre. Olje mora biti pridelano iz oljk naslednjih sort:
- Istrska belica, Leccino, Buga, Črnica, Maurino, Frantoio in Pendolino vsaj 80 %,
- drugih sort, ki v prejšnji alineji niso naštete, je lahko največ 20 %,
- Istrske belice mora biti najmanj 30 %.

Olje, pridelano iz ene sorte, mora vsebovati najmanj 80 % deklarirane sorte.

## Ekstra deviško oljčno olje slovenske Istre

#### Olje slovenske Istre z zaščiteno označbo porekla
Evropska unija je leta 1992 vzpostavila enoten sistem zaščite kmetijskih pridelkov oziroma živil za države članice EU ter kasneje za tretje države, da bi potrošniku lahko zagotovila pristnost tradicionalnih lokalnih proizvodov.
Zaščita kmetijskega pridelka ali živila pomeni, da so zaščiteni ime, način proizvodnje in receptura. Zelo pomemben element pri zaščiti proizvoda je dokazovanje zgodovinske prisotnosti tega pridelka in vzročne povezanosti geografskega območja s kakovostjo ali značilnostmi proizvoda. Pridelovalci se morajo vsako leto certificirati na podlagi potrjene specifikacije zaščitenega živila, ki opisuje posebne značilnosti proizvoda in natančno določa vse faze pridelave, predelave in pakiranja živila. Certificiranje pomeni, da neodvisna in akreditirana kontrolna organizacija preveri, če vsak pridelovalec ali skupina pridelovalcev upošteva vsa pravila, opredeljena v specifikaciji o zaščiti pridelka ali živila. Tako se za Ekstra deviško oljčno olje Slovenske Istre z zaščiteno označbo porekla (EDOOSI ZOP) kontrolira vsak lot proizvedenega olja in vse dokumente, ki zagotavljajo sledljivost od oljčnika do ustekleničenega olja z označbo.
Pravila pridelave, notranja kontrola in certifikacijski organ, predvsem pa znanje in trud pridelovalcev in predelovalcev (torklarjev) zagotavljajo kakovost in pristnost pridelka. Tako so razmerje oljčnih sort, površina zemljišč, integrirana ali ekološka pridelava, postopek stiskanja, hranjenje olja, kemični in senzorični parametri kakovosti pod stalnim nadzorom, kar omogoča sledljivost kakovostnega končnega zaščitenega živila. Kupec izdelka z označbo EDOOSI ZOP se odloči za nakup pristnega oljčnega olja vrhunske kakovosti.

#### Vpogled v specifikacijo
EDOOSI ZOP mora biti predelano in pridobljeno iz plodov oljke izključno z mehanskimi postopki in v posebnih temperaturnih pogojih, ki ne spremenijo značilnosti olja. Predelava oljčnega olja mora potekati pri temperaturi, nižji od 27 °C, med postopkom predelave pa ni dovoljeno dodajati nobenih dodatkov razen vode. Oljke morajo biti predelane v 24 urah od dneva obiranja. Predelava oljk mora potekati v oljarnah na območju Slovenske Istre. Oljarne morajo biti vpisane v register živilskih obratov pri pristojnem ministrstvu in obratovati v skladu z veljavnimi predpisi. EDOOSI ZOP mora v prometu ustrezati veljavnim predpisom o značilnostih oljčnega olja in ustreznih analiznih metodah ter dodatnim kriterijem, ki zagotavljajo vrhunsko kakovost oljčnega olja Slovenske Istre.
Preglednica 1: Parametri kakovosti in mejne vrednosti za EDOOSI ZOP
| PARAMETER                                                                                   | MEJNE VREDNOSTI          |
| Kislost (vsebnost prostih maščobnih kislin, izražena kot vsebnost oleinske kisline) v ut. % | ≤ 0,3                    |
| Peroksidno število v mmol O2/kg                                                             | ≤ 7                      |
| K232                                                                                        | ≤ 2,3                    |
| K268                                                                                        | ≤ 0,2                    |
| Vsebnost celokupnih biofenolov v mg/kg, z metodo HPLC                                       | ≥ 150                    |
| Vsebnost oleinske kisline (C18:1) v ut. %                                                   | ≥ 72                     |
| Vsebnost linolne kisline (C18:2) v ut. %                                                    | ≤ 8                      |
| Senzorična ocena                                                                            | ≥ 7,0                    |
| Senzorična ocena                                                                            | Mediana sadežnosti > 2,0 |

Svet za oljkarstvo pri ministrstvu, pristojnem za kmetijstvo, lahko v tržnem letu, ki so ga zaznamovale posebne podnebne razmere, po pridobitvi mnenja izvajalca letnega monitoringa slovenskega oljčnega olja z odločbo odobri odstopanje od zgoraj opredeljenih meril. Odstopanje ne sme presegati naslednjih vrednosti: najnižja dovoljena vsebnost oleinske kisline (C18:1) 70 ut. % in najvišja dovoljena vsebnost linolne kisline (C18:2) 10 ut. %.

#### Senzorične posebnosti
Za EDOOSI ZOP je značilna bogata sadežna aroma, ki po vonju in okusu spominja na zdrave in sveže ter optimalno zrele plodove oljk, jabolka, sveže mandlje, artičoko, paradižnik in sveže pokošeno travo. Širok spekter prijetne arome ima lahko olje, pridobljeno iz zdravih, v optimalni zrelosti obranih in popolnoma nepoškodovanih plodov. Potrošnik lahko izbira med različnimi aromami ekstra deviškega oljčnega olja, od blagega vonja in sladkega okusa do pikantnega olja. Intenzivnost vonja in okusa določi skupina senzoričnih ocenjevalcev oljčnega olja in jo na ocenjevalnem listu označi z vrednostmi od 1 do 10. Na podlagi izračunane mediane (srednje vrednosti rezultatov ocenjevalcev) se olje označi kot »intenzivno«, če je mediana pozitivne značilnosti višja od 6, »srednje«, če je med 3 in 6, »blago« za intenzivnosti, nižje od 3, in »zelo blago« za intenzivnosti, pri katerih je mediana značilnosti grenko in pikantno nižja ali enaka 2.
Oljčno olje, pridelano iz Istrske belice, je cenjeno zaradi visoke vsebnosti biofenolnih spojin, ki v našem telesu preprečujejo oksidacijske procese in ščitijo olje pred oksidativnim kvarom. Visoka vsebnost biofenolov pa vpliva na grenkobo in pikantnost olja. Žal mnogi potrošniki žarkost olja zamenjujejo za pikantnost in celo tipičnost oljčnega olja. Oljčno olje sveže arome je cenjeno predvsem zato, ker povezovanje različnih arom omogoča neverjetne kulinarične užitke, ki jih z blagim, po navadi že starim oljem ne moremo doseči.
Zaščiteno označbo porekla (EDOOSI ZOP) lahko pridobi le tisto olje, ki nima senzoričnih napak. Olje z zaščiteno označbo porekla (EDOOSI ZOP) se sme prodajati le ustekleničeno in ustrezno označeno.  